# エディ・アハーン
エディ・アハーン（Eddie Ahern、1977年12月6日 - ）は、アイルランドを拠点とする騎手。アイルランド出身。2007年現在はジェラルド・バトラー厩舎の主戦騎手を務めている。

## 来歴
マイケル・グラシック厩舎で見習い騎手となる。
1997年、アイルランド最優秀見習い騎手に選出される。
2000年、アメリカ、ノルウェー、シンガポールで騎乗経験を積む。
2001年、ミネルヴァ賞をライムガーデンズに騎乗して制し、フランスでの初勝利およびフランスの重賞初勝利を挙げる。
2002年、ジェラルド・バトラー厩舎の主戦騎手となる。
2007年、11月に第8回ジャパンカップダートに出走するジャックサリヴァンに騎乗するために日本へ遠征し、中央競馬初騎乗を果たした。
2013年5月22日、不正への関与を理由に英国競馬統括機構 (BHA) より10年間の資格停止処分を科された。

## おもな騎乗馬
- プライド / Pride（2003年 1勝）
- ジャックサリヴァン / Jack Sullivan（2006年 マクトゥームチャレンジラウンド2）